# Ley Maldita
Als Ley Maldita (spanisch; Verdammtes Gesetz) wird das 1948 in Chile erlassene Verbot der Kommunistischen Partei Chiles durch den Präsidenten Gabriel González Videla bezeichnet. Offiziell trug es die Bezeichnung Ley de Defensa Permanente de la Democracia.
Unter der Regierung von Videla beteiligen sich die Kommunisten erstmals an der Regierung (was sie bis dahin aus ideologischen Gründen abgelehnt hatten). Besonders der kommunistische Landwirtschaftsminister führt zu schweren Konflikten in der Regierungskoalition, die auch von den Liberalen getragen wird, die stark im ländlichen Großgrundbesitz verwurzelt sind. In Europa beginnt gleichzeitig mit der Berlinkrise der Kalte Krieg. Ende 1947 entlässt Gonzalez die kommunistischen Minister und im Januar 1948 wird das so genannte „ley de defensa permanente de la democrácia“ verabschiedet, besser bekannt als "Ley Maldita" ("verdammtes Gesetz"). Dieses verbietet nicht nur die kommunistische Partei, entfernt alle Kommunisten aus gewählten Mandaten und öffentlichen Ämtern, sondern entfernt auch alle Wähler der Kommunisten aus den Wahlregistern: insgesamt mehr als 25.000 Wähler, etwa 4 % des Elektorats. In Pisagua der I. Region Chiles wird ein Konzentrationslager für die politische Gefangenen eingerichtet. Dieses KZ wird zeitweise von dem damaligen Offizier Augusto Pinochet geleitet, der es nach seinem Staatsstreich 25 Jahre später wieder errichtet. Wie erwartet, stimmten fast alle Abgeordneten und Senatoren der rechten Parteien (Liberale und Konservative) und der Radikalen dem Gesetz zu, aber auch etwa die Hälfte der Sozialisten. Dagegen wird es von der anderen Hälfte der PS (darunter dem jungen Allende) und der Falange Nacional abgelehnt. Als Folge des Ley Maldita muss auch Dichter Pablo Neruda ins Exil gehen. Für zehn Jahre bleibt die Partido Comunista in Chile verboten.